# Georges Sirot
Georges Sirot, né le 8 aout 1898 à Paris 18e et mort le 14 septembre 1977 à La Roche-Guyon, est un collectionneur français de photographie.

## Biographie
Dès 1919, Georges Sirot entreprend une collection de photographies anciennes, il est alors un des tout premiers, avec Gabriel Cromer et Albert Gilles, à rechercher les épreuves du XIXe siècle facilement disponibles alors au marché aux puces. Il constitue au fil des ans une importante collection de plus de 60 000 clichés et plusieurs centaines d'albums qui sera acquise, en 1955, par la Bibliothèque nationale de France complétée par la suite d'un don de 15 000 clichés. À partir des années 1950, la photographie entre peu à peu dans le domaine des arts reconnus et sa collection se développe.
En 1958, il découvre un portrait du XIXe siècle peint sur métal représentant Charles Fourier qu'il vend ensuite à André Breton. Il est aujourd'hui conservé à la bibliothèque littéraire Jacques-Doucet.

## Exposition
- Bibliothèque nationale (Paris) et Centre national de la photographie (Paris), 15 septembre - 10 novembre 1983, galerie Mansart, Bibliothèque nationale, Paris, Georges Sirot 1898-1977 : une collection de photographies anciennes.